# Can Riba (Sant Pere de Vilamajor)
Can Riba és una masia de Sant Pere de Vilamajor (Vallès Oriental) protegida com a Bé Cultural d'Interès Local.

## Descripció
L'edifici està situat en una petita fondalada, és de planta rectangular i no gaire gran. La teulada és a dos vessants. La porta, de dovelles petites, està descentrada en relació al carener. Les poques finestres que té són allindades.

## Història
El lloc està documentat des del segle xiv, el què assegura la presència de Can Riba o Ribas des del segle xiii (1213). L'edifici actual és òbviament molt més modern.